# Урало-Монгольський складчастий пояс

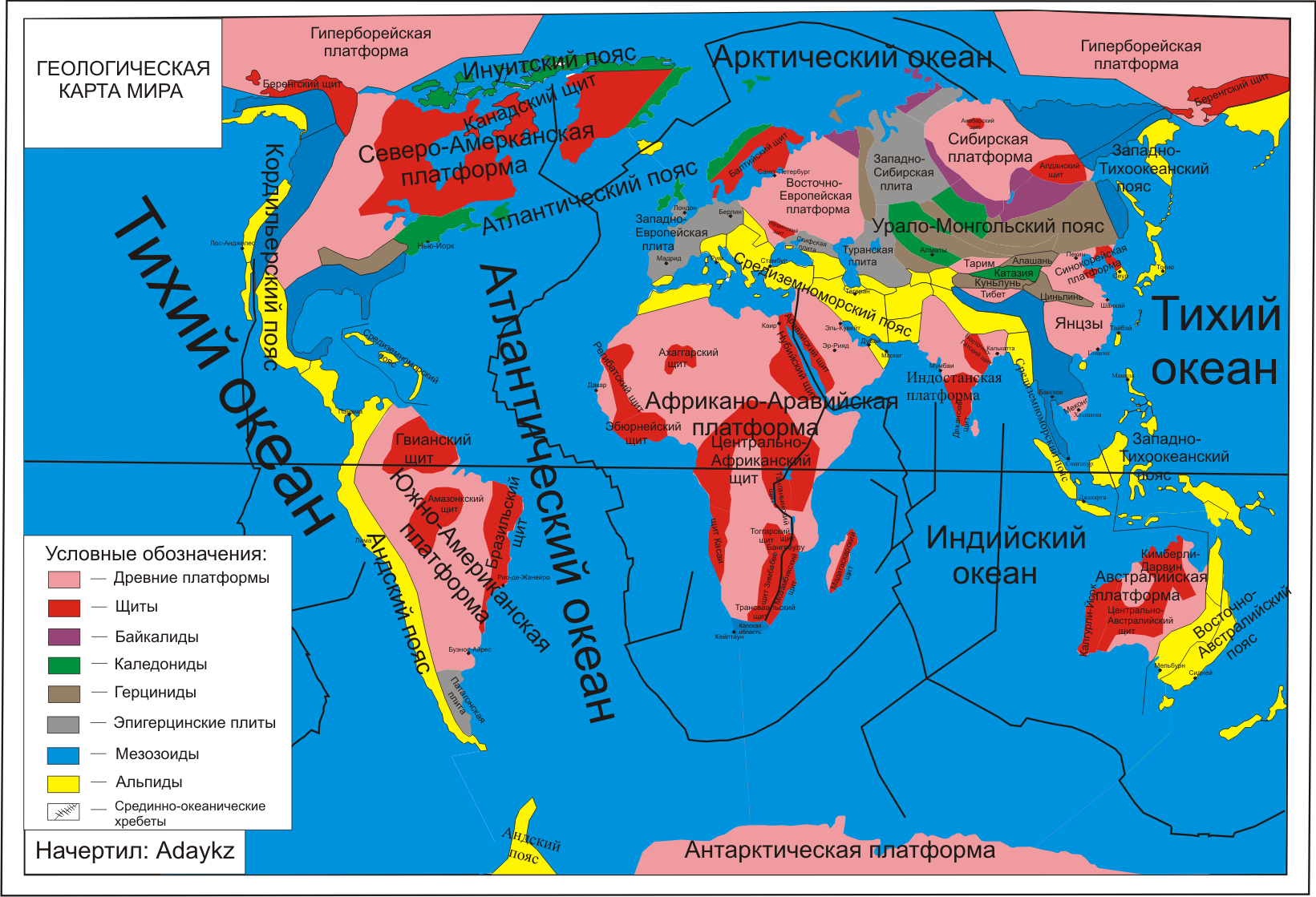
Складчасті пояси на мапі світу

Урало-Монгольський складчастий пояс — простягається від Баренцева й Карського до Охотського і Японського морів і відділяє Східно-Європейську й Сибірську прадавні платформи від Таримської та Китайсько-Корейської. Має дугоподібну форму з опуклістю до південного заходу. Північна частина пояса пролягає субмеридіонально й називається Урало-Сибірським поясом, південна пролягає субширотно й називається Центрально-Азійським поясом. На півночі зчленовується з Північно-Атлантичним і Арктичним поясами, на сході — із Західно-Тихоокеанським. Іноді Урало-Монгольський пояс називають Центрально-Євроазійським, а іноді Урало-Охотським.